# Hripsime Jurshudian
Hripsime Jurshudian (en armeni: Հռիփսիմե Խուրշուդյան; nascuda el 27 de juliol de 1987 a Kazakh, Armènia) és una halteròfila armènia.
Ella va participar en els Jocs Olímpics de Londres 2012, instància en la qual va aconseguir la medalla de bronze en la categoria + 75kg després de quedar darrere de Tatiana Kashirina i de Zhou Lulu. En la competència, va aixecar 128 quilos en arrencada i 166 en dos temps, amb el que va concretar una sumatòria total de 294 quilos que la va deixar a 39 de la guanyadora.